# (2445) Blazhko
(2445) Blazhko est un astéroïde de la ceinture principale.

## Description
(2445) Blazhko est un astéroïde de la ceinture principale. Il fut découvert le 3 octobre 1935 à Simeis par Pelagueïa Shajn. Il présente une orbite caractérisée par un demi-grand axe de 2,27 UA, une excentricité de 0,15 et une inclinaison de 6,1° par rapport à l'écliptique.

## Compléments